# Japon aux Jeux paralympiques d'hiver de 1976
Le Japon participe aux Jeux paralympiques d'hiver de 1976 à Örnsköldsvik, en Suède du 21 au 28 février 1976. Il s'agit de sa 1re participation à des Jeux paralympiques d'hiver.
La délégation japonaise est représentée par un athlètes masculin en ski alpin et fait partie des nations qui ne remportent pas de médaille durant ces Jeux paralympiques.

## Ski alpin
Sadami Fukasawa a participé à l'épreuve de slalom masculin I et a terminé à la 5e place sur 15 concurrents.